# Tramlijn 259 Turnhout - Rijsbergen

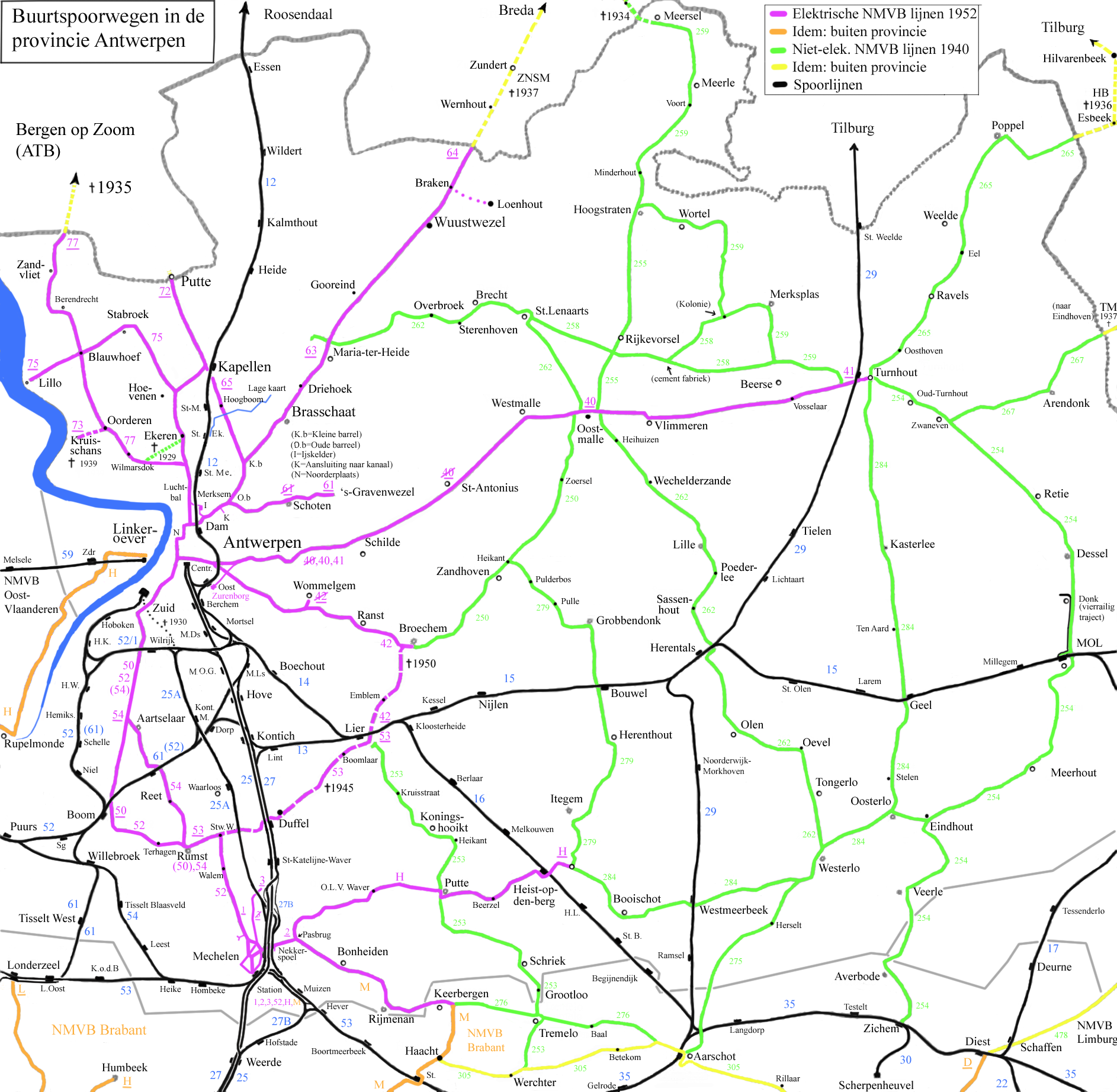
Buurtspoorwegen van de provincie Antwerpen, stand 1952 voor elektrische lijnen en stand 1940 voor de andere lijnen.

Tramlijn 259 Turnhout - Rijsbergen was een tramlijn in de Belgische provincie Antwerpen van de Buurtspoorwegen van de provincie Antwerpen.
Lijn 259 maakte deel uit van het netwerk van de Buurtspoorwegen van de provincie Antwerpen in de Noorderkempen, en liep van Turnhout via Beerse, Merksplas, Hoogstraten en Meersel naar de grens met Nederland, met als eindstation Rijsbergen. Aanvankelijk werd de lijn geëxploiteerd met stoomtrams en later met dieseltreinen. In tegenstelling tot wat de titel suggereert, werd de lijn niet in één keer aangelegd, maar geleidelijk over een langere periode, voortbouwend op bestaande lijnen in zowel België als Nederland. De allereerste tramlijnen volgden grotendeels de oude Napoleontische wegen omdat deze al zeer recht waren. Voor het vijf kilometer lange traject op Nederlandse bodem werd een aparte maatschappij opgericht, genaamd Exploitatie van Buurtspoorwegen Nederland (EBN).
- lijn 255 Antwerpen - Oostmalle - Hoogstraten: 20 september 1885 (België)
- lijn Breda (Princenhage) - Rijsbergen - Wuustwezel: 24 juli 1890 (Nederland)

Deze lijnen werden in stukken uitgebreid:
- Verlenging vanaf Oostmalle naar Turnhout: 18 augustus 1886
- de kolonies (goederen): onderhandelingen 1887
- de kolonies van Hoogstraten, Wortel en Merksplas (personen): 1890
- aftakking Rijkevorsel (vaart) naar Merksplas-Kolonie: 2 april 1894
- grensoverschrijding Hoogstraten - Meersel - Rijsbergen: 1 september 1899

De tramlijn deed ook de Koloniën van Weldadigheid aan, stopplaats in Wortel-Kolonie aan het kruispunt met de vier hoofdgebouwen (1903), en Merksplas-Kolonie. Er was ook een korte verbinding, lijn 258, met de steenbakkerijen in Rijkevorsel (vaart). 
Reeds op 24 oktober 1890 werd een eerste aanvraag ingediend voor een vergunning voor een internationale verbinding tussen de twee bestaande tramlijnen. Er was oorspronkelijk een plan om de lijn via Meer en Zundert te laten lopen. Er werden heel wat opties voorgesteld, maar uiteindelijk werd het tracé noordelijker gelegd. Dat kwam het bedevaartsoord van Meersel-Dreef goed uit. In de meimaand trokken duizenden bedevaartgangers naar het Mariapark in Meersel-Dreef. Bij koninklijk besluit van 16 juni 1897 werd voor veertig jaar een vergunning verleend. De eerste tram tussen Meersel en Rijsbergen reed op 1 september 1899. In Meersel was de grens, wat zorgde voor een imposant grensstation omdat hier ook douane aanwezig was. Daarnaast waren er quarantainestallen omdat er ook dieren vervoerd werden.
Nu is de oude trambaan onderbroken door de E19 en het treinspoor Antwerpen-Breda. De oude trambaan loopt via Hazeldonk verder naar het huidige café de Zwaan waar destijds Tramstation Rijsbergen was.
De laatste trams reden over de grens in 1934 (personen) en 1936 (goederen). De tramlijn tussen Rijsbergen en Meersel werd opgebroken in 1937. Het veertigjarig contract was afgelopen en wegens de concurrentie met de bussen niet meer verlengd. Een overnemer was er niet. Het deel Meersel - Hoogstraten bleef in dienst tot 1943, maar werd door de Duitsers opgebroken om naar Oekraïne te brengen.

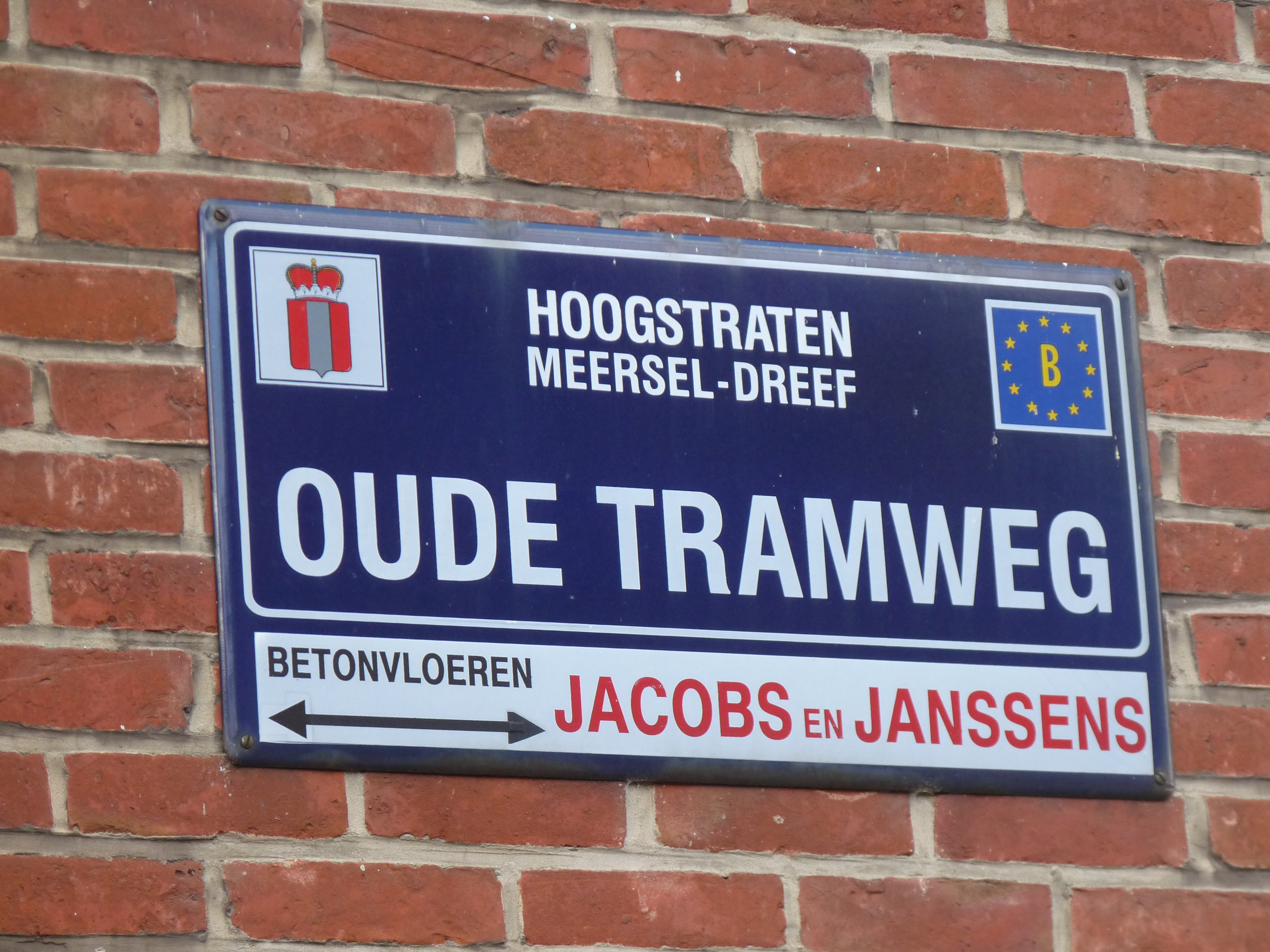
De oude buurtspoorwegroute is te zien in de straatnaam
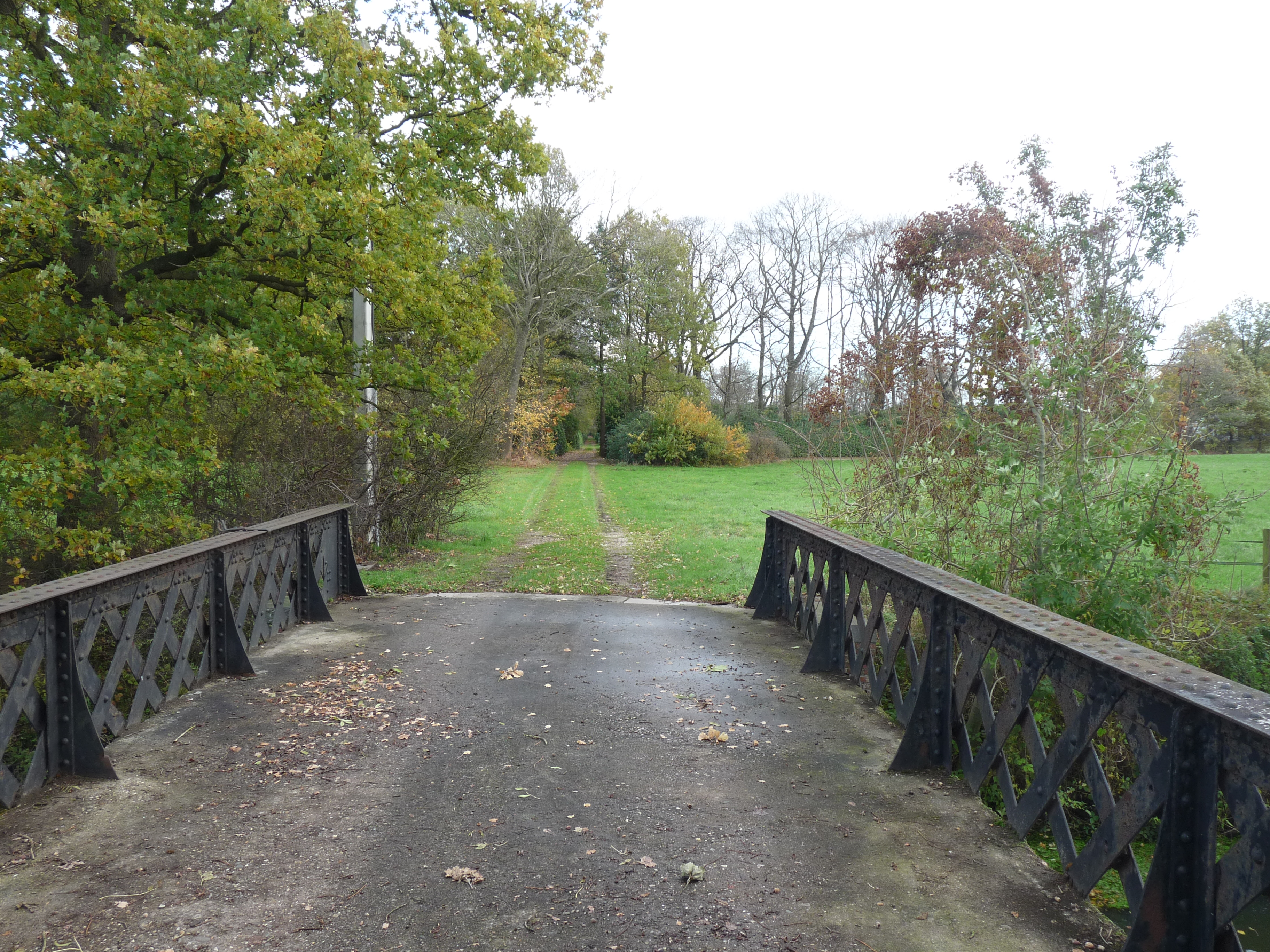
Voormalige tramspoorbrug over de rivier de Mark nabij Meersel.
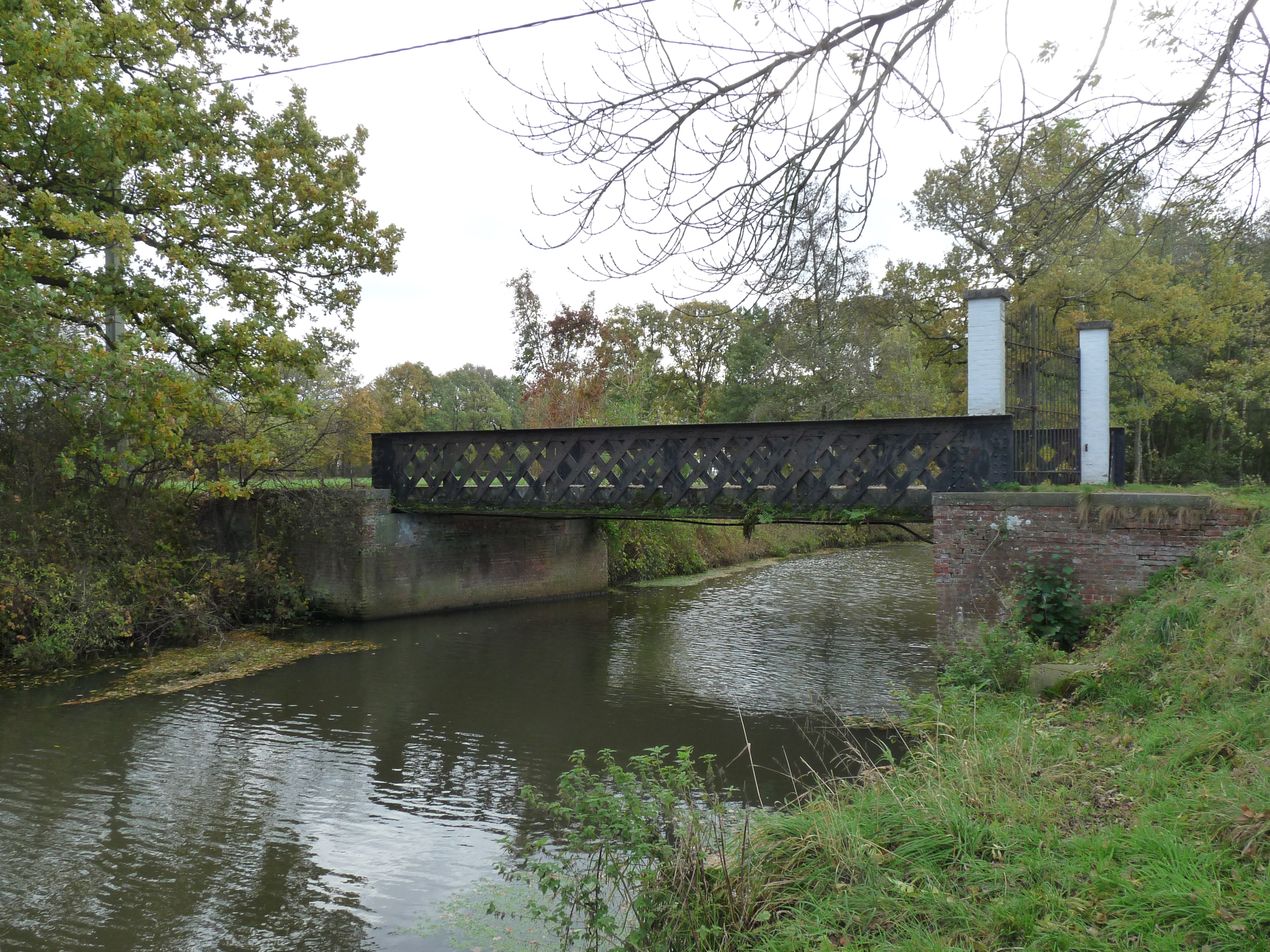
Voormalige tramspoorbrug over de rivier de Mark rivier nabij Meersel
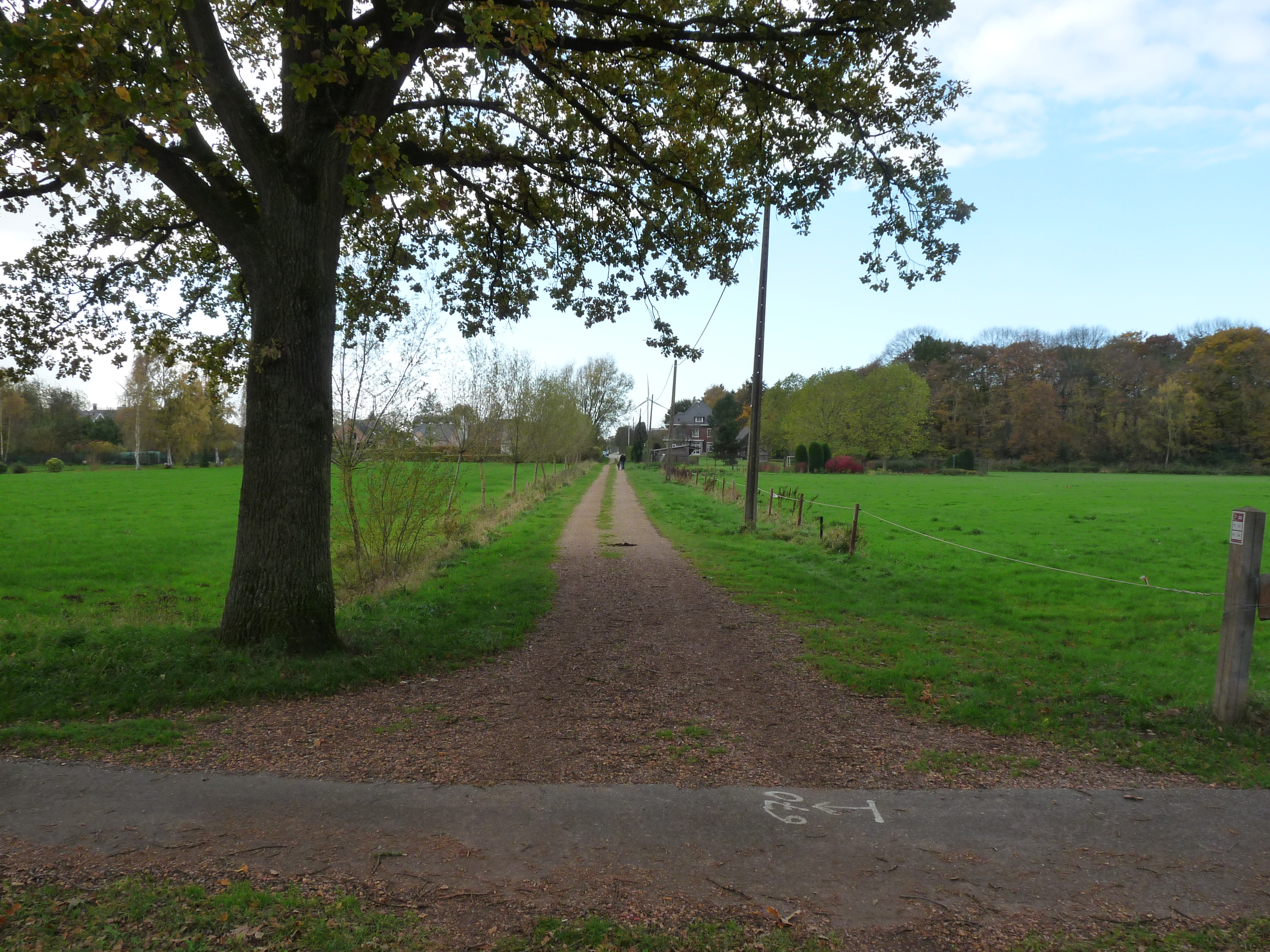
De oude buurtspoorwegroute in Meersel. Hier gezien vanaf de brug over de Mark rivier richting station Meersel.
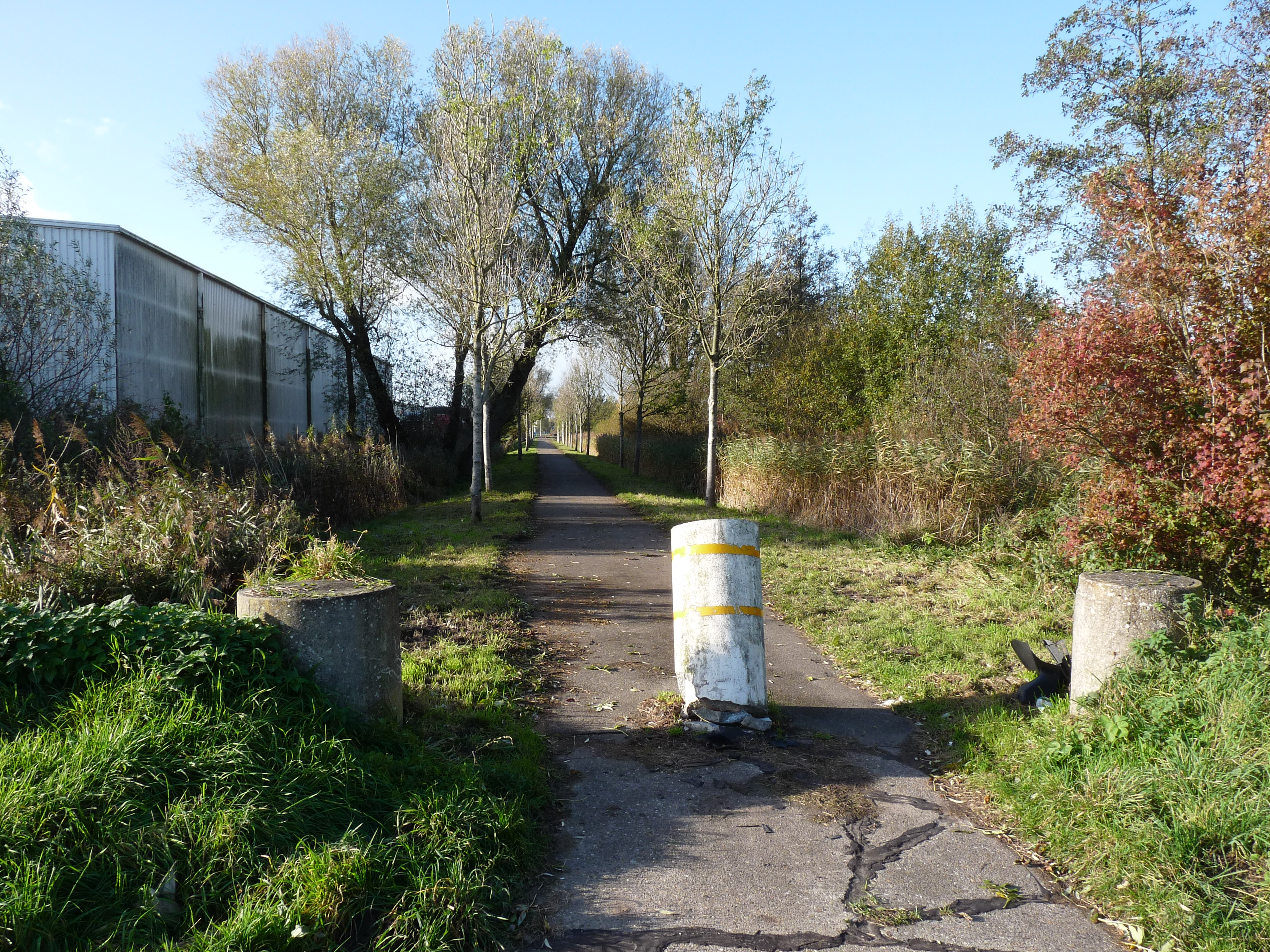
De oude buurtspoorwegroute Meersel - Rijsbergen hier op de Belgische/Nederlandse grens.
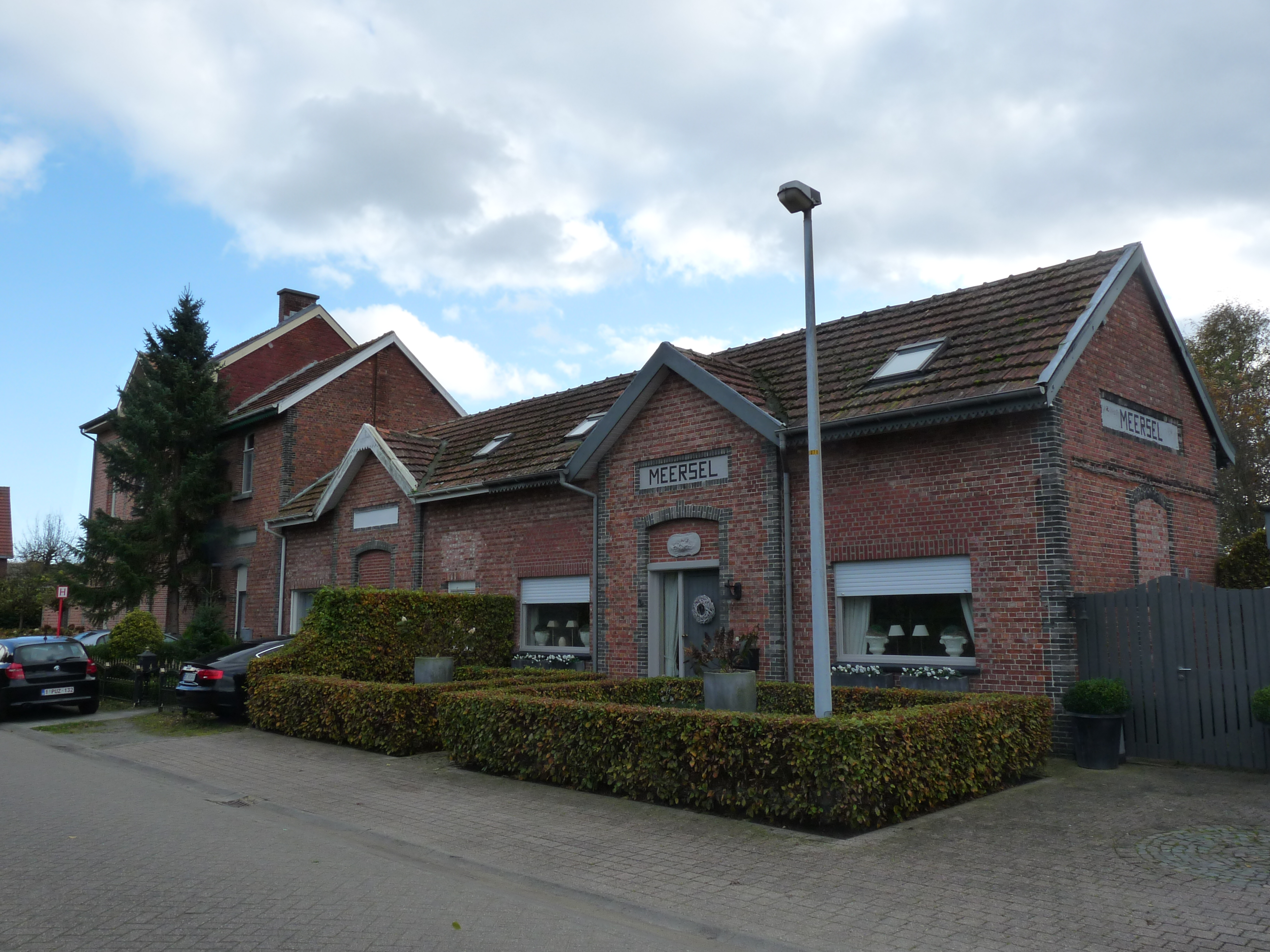
Voormalig buurtspoorwegstation en stelplaats Meersel. Was bediend tot 1943.